# Владово
Владово (на гръцки: Άγρας, Аграс, до 1926 година катаревуса Βλάδοβον, Владовон, димотики Βλάδοβο, Владово) е село в Република Гърция, в дем Воден, област Централна Македония.

## География
Селото е разположено на надморска височина от 500 m, на 5 km западно от град Воден (Едеса), край пътя Воден - Острово.

## История
Западно от Владово е открито Владовското праисторическо селище.

### В Османската империя
По пътя за Воден са разположени руините на крепостта Филокастро. Между 1600 и 1800 година селото е разположено в местността Селище, югозападно от днешното местоположение. Там са и руините на църквата „Свети Дионисий Олимпийски“.
В 1845 година руският славист Виктор Григорович минава през селото и описва в „Очерк путешествия по Европейской Турции“ Владово на река Каракая като българско село. Александър Синве („Les Grecs de l’Empire Ottoman. Etude Statistique et Ethnographique“), който се основава на гръцки данни, в 1878 година пише, че в Владовон (Vladovon), Воденска епархия, живеят 390 гърци. В „Етнография на вилаетите Адрианопол, Монастир и Салоника“, издадена в Константинопол в 1878 година и отразяваща статистиката на населението от 1873 г., Владово (Vladovo) е посочено като село във Воденска каза със 133 къщи и 600 жители българи.
Според статистиката на Васил Кънчов („Македония. Етнография и статистика“) в 1900 година във Владово живеят 740 българи. Селото е смесено екзархийско-гъркоманско. Според Христо Силянов след Илинденското въстание в 1904 година цялото село минава под върховенството на Българската екзархия. По данни на секретаря на екзархията Димитър Мишев („La Macédoine et sa Population Chrétienne“) в 1905 година във Владово (Vladovo) има 464 българи екзархисти и 496 патриаршисти гъркомани, като в селото работят българско и гръцко училище. Българската екзархийска църква носи името на „Свети Атанас“.
При избухването на Балканската война в 1912 година един човек от Владово е доброволец в Македоно-одринското опълчение.

### В Гърция
През Балканската война в селото влизат гръцки войски, които извършват грабежи на имущество на местните жители. След Междусъюзническата война в 1913 година Владово остава в Гърция. След 1920 година 16 души се изселват по официален път в България.
Боривое Милоевич пише в 1921 година („Южна Македония“), че Владово има 200 къщи на християни славяни.
В 1926 година селото е прекръстено на Аграс на името на обесения в него в 1906 година андартски капитан Телос Аграс. През Втората световна война в селото е формирана чета на българската паравоенна организация Охрана, а в селото е установена българска общинска власт. В Гражданската война селото дава много жертви и много семейства и отделни хора емигрират в Югославия.
След края на войната започва миграция към Воден и чужбина.
Обработваемото землище на селото е 12500 декара, но в 1956 година 5050 от най-добрите от тях са потопени под изкуственото Владовско езеро, на което е изградена водноелектрическа централа. Землището е експроприирано на много ниски цени - по 4000 драхми на декар, а парите селяните не ги получават с години. Селото произвежда предимно висококачествени череши, като е развито и скотовъдството.
В 1995 година гробищната църква „Свети Димитър“ е обявена за паметник на културата.
През 2008 година статуите на Андон Минга и Телос Агапинос между Владово и Техово са разрушени от местни жители.
Близо до ВЕЦ „Владово“, изгредена в 1956 година за използване на водите на Вода и Островското езеро, е създадено малко селище, което в 1961 година има 42 жители, в 1971 - 45, в 1981 - 44 и в 1991 година - също 44. По-късно е присъединено към Владово.
| Име              | Име             | Ново име        | Ново име        | Описание                                            |
| ---------------- | --------------- | --------------- | --------------- | --------------------------------------------------- |
| Чифлик Алгер     | Τσιφλίκι Άλγκερ | Ктима           | Κτήμα           | местност на ЮЗ от Владово и на СИ от Къдрево        |
| Алгер            | Άγερ            | Корифи          | Κορυφή          | връх на ЮЗ от Владово и на СИ от Къдрево (1022,1 m) |
| Лазово           | Λάζουα          | Ктима Лазару    | Κτήμα Λαζάρου   | местност на ЮЗ от Владово                           |
| Марица           | Μαρίτς          | Мария           | Μαρία           | река на ЮЗ от Владово                               |
| Марица           | Μαρίτς          | Мака            | Μακα            | местност на ЮЗ от Владово                           |
| Чевлево          | Τσέβλεβον       | Врахаки         | Βραχάκι         | връх на И над Нисия (670 m)                         |
| Рамис или Ремник | Ραμίς           | Клефтики Корифи | Κλέφτικη Κορυφή | връх на СИ над Нисия (746,6 m)                      |

| Година    | 1913 | 1920 | 1928 | 1940 | 1951 | 1961 | 1971 | 1981 | 1991 | 2001 | 2011 | 2021 |
| --------- | ---- | ---- | ---- | ---- | ---- | ---- | ---- | ---- | ---- | ---- | ---- | ---- |
| Население | 986  | 853  | 866  | 1045 | 980  | 1050 | 888  | 897  | 961  | 884  | 796  | 661  |

## Личности
Родени във Владово
- Атанас Ходжов, гръцки андартски капитан[24]
- Атанас Картов (Αναστάσιος Κάρτας), гръцки андартски деец, агент от трети ред[24]
- Благой Калеичев (1868 – 1923), български просветен деец и революционер
- Вангел Калеичев (1866 – ?), български революционер
- Вениамин Димитров (1874 – 1965), български духовник и просветен деец
- Георги Настев (1872/1877 - 1925), български математик и революционер от ВМОРО
- Георги Галев (Γεώργιος Γαλλίας), гръцки андартски деец, агент от трети ред[24]
- Георги Пейов (Γεώργιος Πέγιος), гръцки андартски деец, агент от трети ред и четник между 1906 – 1909 година[24]
- Георги Ст. Попов, български учител във Воден (1870 – 1880), а след това в Солун[25]
- Григорий Неврокопски (1821 – 1909), български духовник и просветен деец
- Димитър (Мицо) Бакърджиев (Μήτσος[26] η Δημήτριος Μπακιρτσής), гръцки андартски деец, агент от втори ред[24]
- Димитър Далкалъчев (около 1787 – ?), български революционер
- Димитър Далкалъчев, български революционер от ВМОРО, четник на Никола Иванов[27]
- Димитър Карабашев, завършил в 1902 година Солунската гимназия,[28] учител в Енидже Вардар
- Иван Далкалъчев (1872 – 1930), български революционер, деец на ВМОРО
- Иван Константинов (1882/1886 – ?), македоно-одрински опълченец, Втора рота на Първа дебърска дружина, Инженерно-техническа част на МОО[29]
- Иван Георгиев (Попгеоргиев) (1850 - 14 август 1912),[30] български учител във Воден (1871 – 1880)[31]
- Иван Петров, завършва скопското педагогическо училище в 1909 година, преподава във Воденско до 1912 година, когато е изгонен от гръцките власти, емигрира в САЩ, където е член на МПО „Дамян Груев“, Индианаполис и по-късно на МПО „Бистрица“, Синсинати[32]
- Иван Бесов (Ιωάννης Μπέσιος), гръцки андартски деец, агент от втори ред[24]
- Константин Галев (Κωνσταντίνος Γαλλίας), гръцки андартски деец, агент от трети ред[24]
- Коста Думов (? – 1943), гръцки комунист
- Коста Попов (? – 1950), съосновател и президент на МПО
- Насто Далкалъчев (1887 - 1913), български просветен деец
- Петър Пейов (Πέτρος Πέγιος), гръцки андартски деец, агент от втори ред, куриер на Мазаракис и Гарефис[24]
- Петър Далкалъчев (1895 – 1961), български общественик
- Тодор Картов (Θεόδωρος Κάρτας), гръцки андартски деец, агент от трети ред[24]
- Теохар Бакърджиев (Θεοχάρης Μπακιρτσής), гръцки андартски четник, син на Мицо Бакърджиев[24]
- Христо Будов, гръцки андартски капитан
- Христо Гърков, български революционер, деец на ВМОРО
- Христо Далкалъчев (1878 – 1954), български революционер, деец на ВМОРО
- Христо Попов (1876 – 1944), български църковен и просветен деец

Починали във Владово
- Андон Минга (1876 – 1907) гръцки андартски деец
- Лазар Димитров (1874 – 1903), воденски войвода на ВМОРО
- Телос Агапинос (капитан Аграс) (1880 – 1907), гръцки андартски капитан

По произход от Владово
- Кирил Далкалъчев (? – 1944), околийски управител на Дупница
- Климент Далкалъчев (1915 – 1944), български журналист и общественик

## Други
На Владово е наречена улица в квартал „Христо Смирненски“ в София (Карта).